# Torre dell'orologio di Stazzema

## Storia
La Torre dell'Orologio di Stazzema, è una torre laica; cioè costruita dal Comune e tuttora appartenente al Comune di Stazzema. la sua costruzione risale al 1738, probabilmente per volere del Vicario di Stazzema, il quale dipendeva direttamente dai Granduchi De' Medici; e furono loro molto probabilmente a finanziare l'opera, che servì per dare alla frazione che era già capoluogo dal 1600 la possibilità di scandire il tempo, tramite un battente che batte su di una campana. In origine sulla facciata dove si trova l'ingresso vi era una meridiana in marmo bianco, tutt'oggi visibile e funzionante, fu poi aggiunto un orologio meccanico con quadrante in marmo, del tutto simile a quello della Torre di Arnolfo di Cambio, sulla Torre di Palazzo Vecchio, a Firenze; ovvero una lancetta unica, ma non da una parte sola, bensì attraversante tutto il quadrante, il che da impressione che la lancetta segni ore e minuti, in realtà ad una sommità c'è la punta, la quale segna realmente l'ora.
Il meccanismo funzionante è ancora quello dell'epoca: tramite pesi noti e un meccanismo regolare un peso sale più velocemente, che sarebbero i tocchi del martello; mentre l'altro sale lentamente e in modo costante, in modo tale fa girare la lancetta.

## Descrizione
La torre alta 15 metri, si trova all'inizio di Via IV Novembre, ma si affaccia anche sulla piazza centrale del paese, Piazza Umberto I. La costruzione si innalza distaccata dalle case, dall'altezza sul lato sinistro di 5 metri, mentre sul lato destro di 8 metri, per via di una casa costruitagli annessa, ma priva di ingressi con essa.
Il campanile laico è in pietra a vista e presenta due finestre monofore occluse, tranne una, nella quale è stato lasciato un piccolo foro quadrangolare di piccole dimensioni; sulla cima vi è una facciata di circa due metri di altezza, la quale al centro presenta un arco che l'attraversa, da parte a parte; nella quale è stata inserita una campana che suona un Sib4; possiamo notare che alla sua sommità, sotto la gronda del tetto ci sono delle piastre nuove, colpa dei recenti restauri a cui è stata sottoposta la struttura; purtroppo le vecchie piastre erano troppo logorate dal tempo e degradate per poterle riutilizzare, quindi si è provveduto a sostituirle.
l'edificio è in stile probabilmente tardo manieristico.